# Waluliso

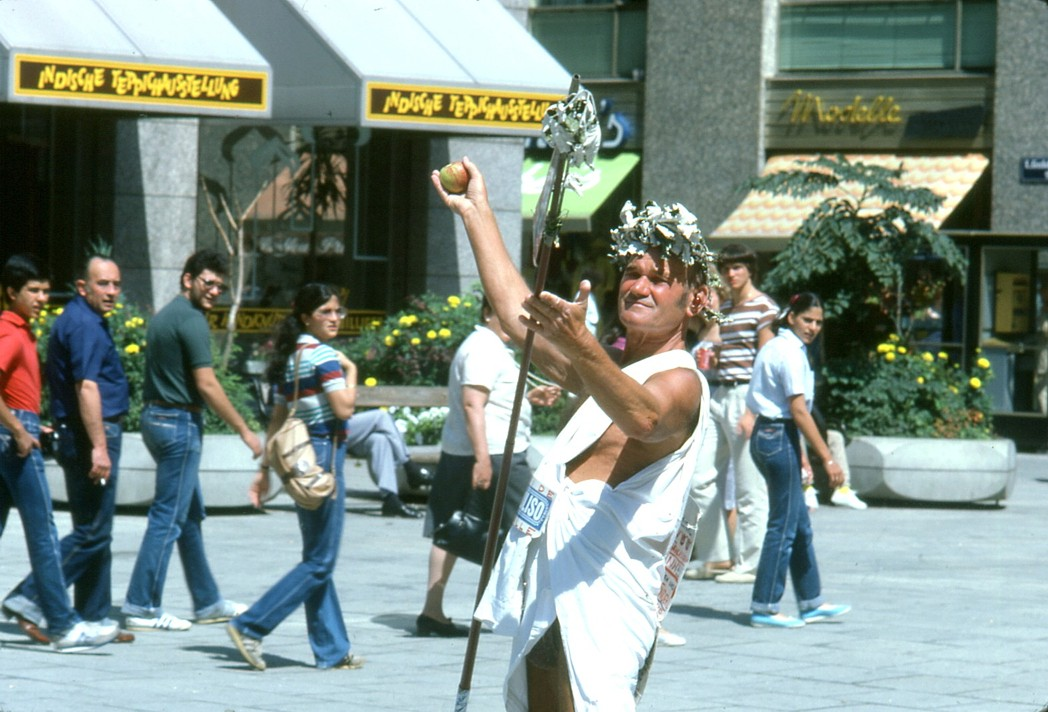
Waluliso in der Inneren Stadt, Wien (1982)

Ludwig „Wickerl“ Anton Waluliso geb. Weinberger (* 2. Juli 1914 in Wien; † 21. Juli 1996 ebenda) war ein Wiener Stadtoriginal sowie Umwelt- und Friedensaktivist.

## Leben
Waluliso wurde in ärmliche Verhältnisse geboren, erlernte das Buchbinderhandwerk und arbeitete als selbstständiger Handelsvertreter für Werbemittel und Stempel. In den 1970er Jahren sammelte er erfolgreich Unterschriften für die Erhaltung der Wiener Donauinsel als Naherholungsgebiet, in den 1980er Jahren demonstrierte er für die Abrüstung und den Frieden. Durch sein Motto „Wasser, Luft, Licht und Sonne“ (aus den jeweils ersten beiden Buchstaben bildete er sein Pseudonym) und seine eigenwillige Kleidung, die aus einer weißen Toga, einem Stirnkranz aus Olivenzweigen, einem Hirtenstab und einem Apfel bestand, wurde er zu einem Wiener Original, das in der Wiener Innenstadt am Stephansplatz oder auf dem Wiener Naschmarkt regelmäßig Ansprachen an die Bevölkerung hielt, bei denen er in eindringlicher Sprechweise Gott und Natur als Eines ansah und sich auf Visionen berief. Er war ein überzeugter FKK-Anhänger und erschien im Sommer oft nur mit einem Schurz bekleidet in der Öffentlichkeit. Er suchte auch regelmäßig Kontakt zu Ehrengästen der Stadt Wien. Insbesondere Prinz Charles zeigte sich von der Begegnung beeindruckt. Seinen Nachnamen ließ Weinberger 1986 amtlich auf Waluliso ändern.
Ab 1944 wohnte Weinberger in der Wehrgasse in Wien-Margareten auf nur neun Quadratmetern. Bei seinem letzten öffentlichen Auftreten in der Wiener Kärntner Straße verteilte er Geld mit dem Hinweis: „Charakter zählt und nicht Geld. Politiker sind Spekulanten.“

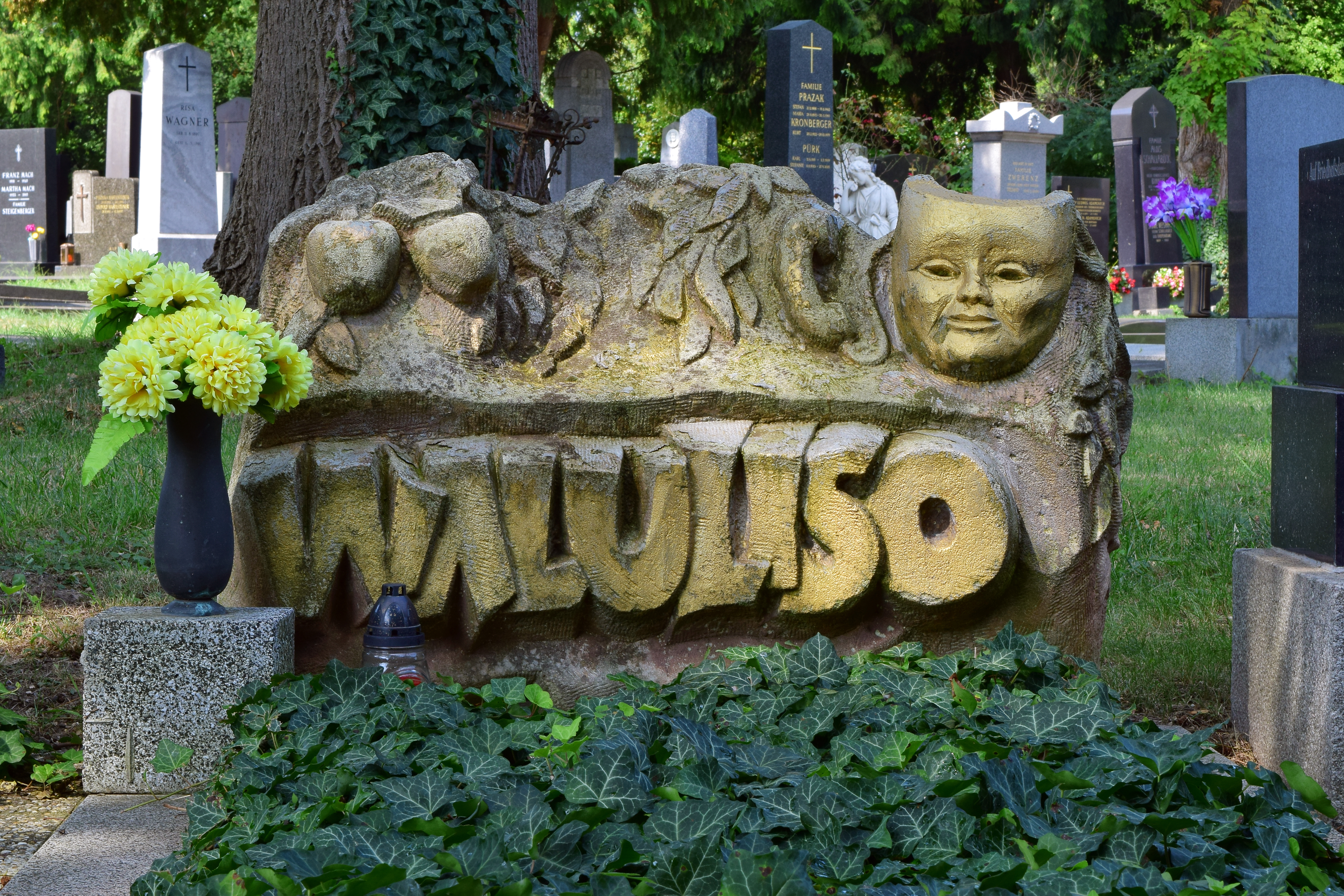
Grab von Waluliso

Sein Grab liegt auf dem Wiener Zentralfriedhof (2. Tor, Gruppe 30E, Reihe 1, Nummer 27). Die Grabgestaltung wurde von Waluliso selbst entworfen.

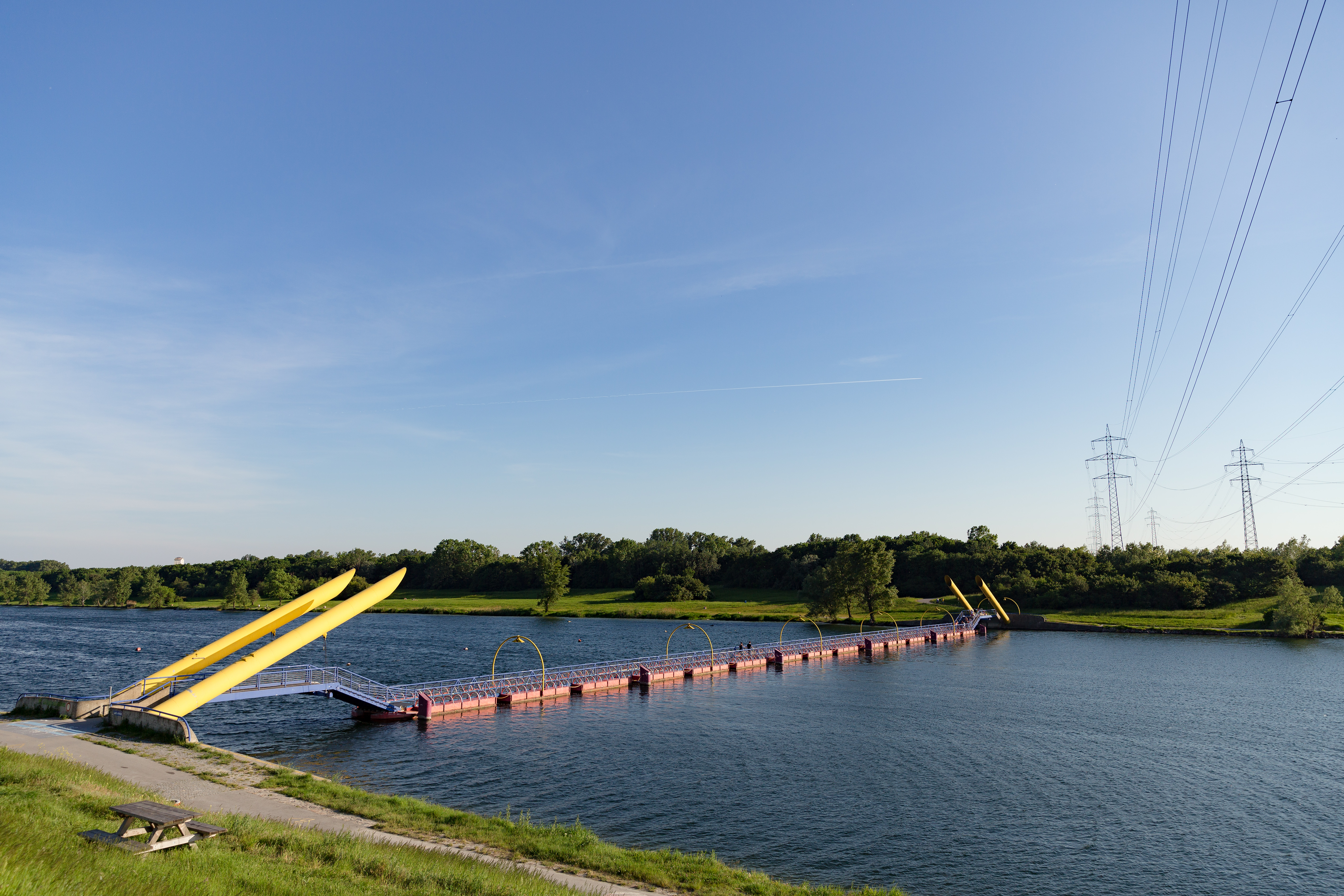
Die Walulisobrücke über die Neue Donau

Am 7. Juni 1998 wurde zu seinen Ehren die Walulisobrücke (auch: Waluliso-Brücke), eine Pontonbrücke, als Fuß- und Radbrücke über die Neue Donau in der Nähe des Kraftwerks Freudenau freigegeben. Damit wurde einem langjährigen Wunsch Walulisos entsprochen, im Bereich des FKK-Geländes – der sogenannten Hirscheninsel – eine Verbindung von der Donauinsel über die Neue Donau zum Hubertusdamm am nordseitigen Ufer zu schaffen.